# Flagey-Rigney
Flagey-Rigney é uma comuna francesa na região administrativa de Borgonha-Franco-Condado, no departamento de Doubs. Estende-se por uma área de 3,03 km². Em 2010 a comuna tinha 116 habitantes (densidade: 38,3 hab./km²).